# Intruda
Intruda signata es una especie de araña araneomorfa de la familia Gnaphosidae. Es la única especie del género monotípico Intruda.  

## Distribución
Es originaria de Nueva Zelanda y de Victoria en Australia.